# Vicarius urbis Romae

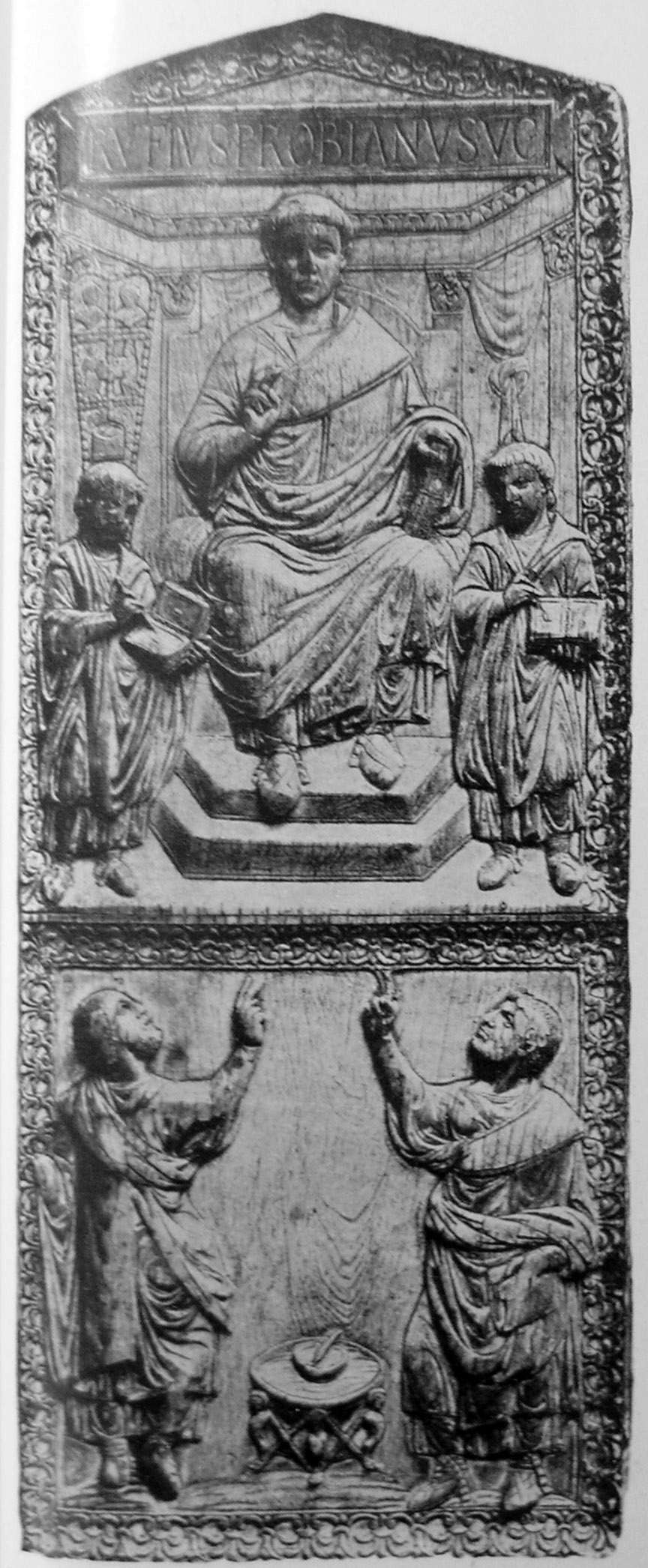
Dittico del vicarius urbis Romae Rufio Probiano

Il Vicarius urbis Romae era una carica amministrativa del tardo Impero romano.
Con la riforma delle province voluta dall'imperatore Diocleziano, a capo dell'amministrazione civile della parte meridionale della diocesi dell'Italia Suburbicaria fu messo un vicarius che risiedeva a Roma, e che è perciò noto come vicarius in urbe; solo la Città eterna era al di fuori del suo controllo, in quanto in essa all'apice dell'amministrazione civile stava il praefectus urbi.
Dall'epoca di Costantino I la carica inglobò le funzioni del vicarius praefecturae urbis e assunse il nome di Vicarius urbis Romae.
Tra i vicarii noti, vi sono:
- Lucio Aurelio Avianio Simmaco,
- Giulio Festo Imezio (362),
- Ipazio (363),
- Aginazio (368–370),
- Massimino (370),
- Tarrutenio Massimiliano (prima metà del V secolo),
- Olbio Aussenzio Drauco (secondo quarto V secolo),
- Giovanni (593-594)